# Dynamique des dislocations
La dynamique des dislocations ou dynamique des dislocations discrète, souvent abrégée en DD ou DDD, consiste à simuler par le calcul informatique l'évolution (ou la dynamique) d'un ensemble de dislocations au cours du temps. Cette simulation permet de modéliser la déformation plastique des matériaux cristallins, à une échelle micrométrique.

## Introduction
Les dislocations sont des défauts linéaires, présents dans les matériaux cristallins, et sont la cause physique des déformations plastiques. Lorsqu'un matériau est sollicité mécaniquement, les dislocations présentes dans ce matériau se mettent en mouvement, ce qui induit directement la déformation plastique. Les interactions entre dislocations mises en mouvement ou des phénomènes physiques se produisant à l'échelle atomique peuvent aussi affecter le mouvement des dislocations, voire créer de nouvelles dislocations. L'ensemble de ces phénomènes peut être traduit dans une simulation numérique de dynamique des dislocations.
La dynamique des dislocations ne permet pas de simuler des volumes de matériaux importants, tels qu'une pièce mécanique de taille réelle, qui seront étudiés plutôt par la méthode des éléments finis, en utilisant des lois de comportements mécaniques plus ou moins complexes. La dynamique des dislocations ne permet pas non plus précisément l'étude des matériaux à l'échelle atomique, qui est traitée par dynamique moléculaire, voire, pour des volumes de quelques atomes, par le calcul ab initio. En fait, la dynamique des dislocations permet l'étude des matériaux à une échelle intermédiaire entre l'échelle macroscopique et l'échelle atomique, fonctionnant idéalement à une échelle micrométrique. La dynamique des dislocations est donc un outil important des études multi-échelles en mécanique et matériaux. Se nourrissant des calculs effectués à plus petite échelle, elle permet d'identifier ou de valider des lois mécaniques utilisables dans des calculs à grande échelle.

## Logiciels actuels de dynamique des dislocations
L'amélioration de la puissance de calcul informatique a permis l'apparition de la dynamique des dislocations à partir du début des années 1990. Le premier code 3D a été développé en France à partir de 1991. Il y a en 2011 une dizaine de codes de dynamique des dislocations fonctionnels, et la plupart sont toujours en cours de développement. Les codes 2D ont vu le jour en premier, puis la puissance de calcul a permis le développement de codes 3D.

### Dynamique des dislocations 2D
- Discrete dislocation plasticity, développé notamment par E. Van der Giessen, University of Groningen, Pays-Bas.

### Dynamique des dislocations 3D
- Tridis, développé au laboratoire SIMaP, Grenoble INP, France.
- microMegas, principalement développé au LEM, une unité mixte de recherche du CNRS et de l'ONERA, à Châtillon, France.
- Numodis, développé par le CEA Saclay et des partenaires universitaires, France.
- Paranoid, développé au Research Center d'IBM, New-York, USA.
- Micro3D, développé à Washington State University, Pullman, USA.
- Paradis, développé notamment par Wei Cai, actuellement à Stanford, USA.

## Dynamique des dislocations

### Principe général
Le but d'un calcul de dynamique des dislocations est de modéliser le déplacement d'un ensemble de lignes (les dislocations) incluses dans un volume. Le calcul se fait de manière discrète en espace et en temps. Chaque configuration de dislocations induit une déformation permanente du matériau, calculable simplement à partir de la configuration des dislocations. 

## Articles liés
- Simulation numérique
- Dislocation
- Dynamique moléculaire
- Méthode des éléments finis